# وجود الغلوبيولينات البردية في الدم
وجود الغلوبيولينات البردية في الدم (بالإنجليزية: Cryoglobulinemia)‏ هو حالة مرضية يحتوي فيه الدم على كميات كبيرة من الغلوبيولين القري وهي بروتينات غير قابلة للذوبان في درجات الحرارة المنخفضة. عاد ما يظهر الغلوبيولين القري عندما تنخفض درجة حرارة الجسم عن الدرجة الطبيعية (37 درجة مئوية) وتختفي عندما يدفئ الدم. يمكن أن يرتبط الغلوبيولين القري بأمراض مختلفة منها الورم النقوي المتعدد والتهاب الكبد الفيروسي (ج).

## تصنيفه
عادة ما يتم تصنيف الغلوبيولين القري إلى ثلاث مجموعات بالاعتماد على تصنيف برويت. النوع الأول وهو الشائع يصيب المرضى الذين يعانون من اعتلال الخلايا البلازمية كما في الورم النقوي المتعدد أو سرطان الخلايا اللمفاوية داء فالدنسترم. أما النوع الثاني والثالث فغالبا ما يرتبطان بالالتهابات مثل التهاب الكبد الفيروسي (ج).
 النوع الثالث يترافق بأمراض مفصلية مناعي كالذئبة الحمامية الجهازية.
تم الكشف عن ثلاث أنواع لغلوبيولين القري الذي يتكون في الدم.

## الأسباب
يمكن أن توجد هذه البروتينات نتيجة لكل من التهاب الرئوي بسبب المتفطرات الرئوية و الورم النقوي المتعدد و أنواع معينة من سرطان الدم و بعض أمراض المناعة الذاتية مثل الذئبة الحمراء والالتهاب المفاصل الروماتزمي. وأحيانا يظهر بنسبة 35% في التهاب الكبد الفيروسي (ج).